# Mata (botànica)

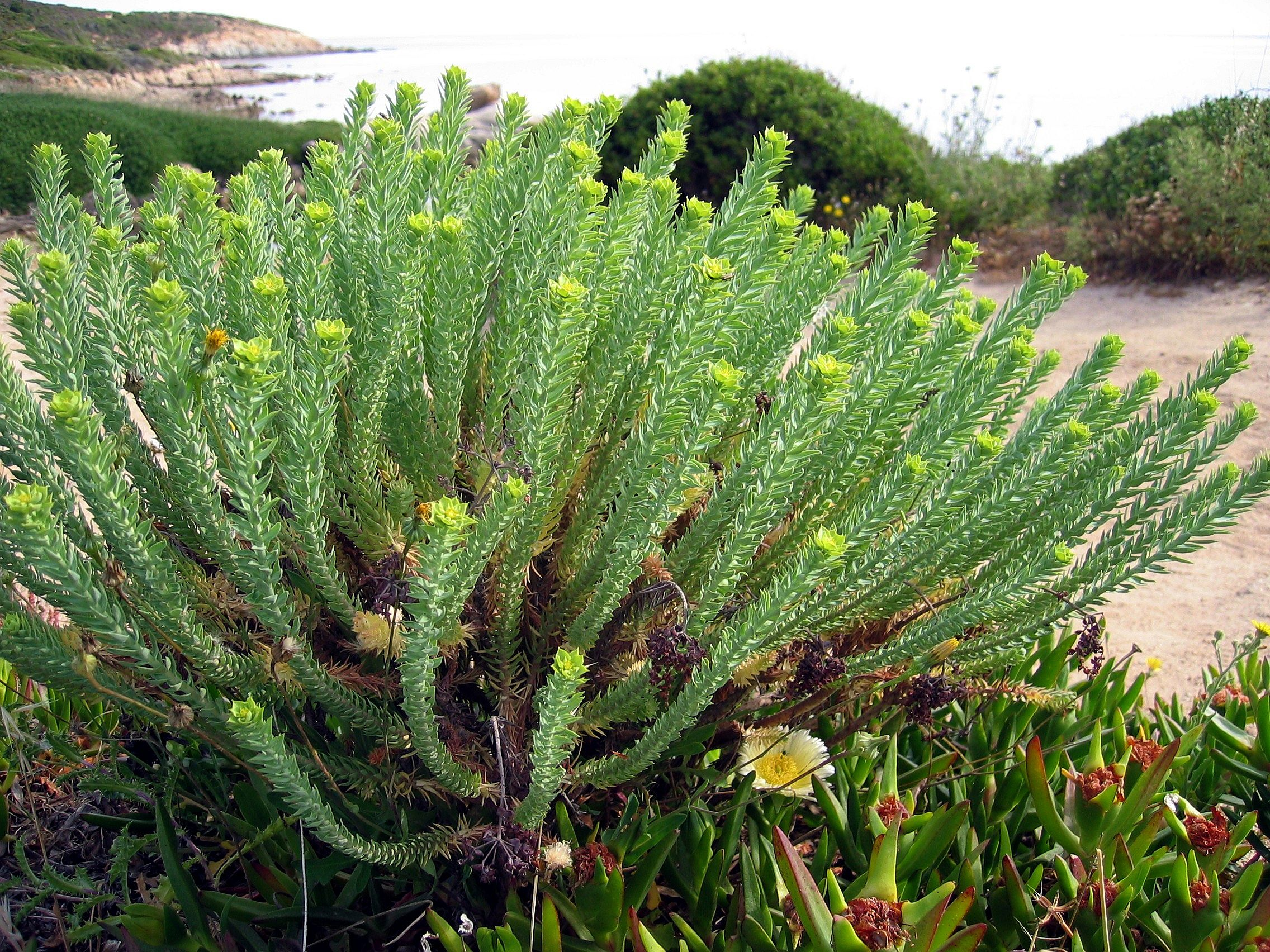
Mata de la lleteresa de platja (Euphorbia paralias).

Mata o matoll és un tipus de formació vegetal. Més menut que l'arbust algunes herbes i plantes creixen en forma de mata. Generalment una mata és un conjunt dens de tiges llenyoses o no, amb tronc comú o sense. Solen formar grups individuals separats per extensions de terra nua o d'herbes més petites. Una mata sol ostentar una alçada entre 30 cm a 1 m. Malgrat tenir moltes tiges, una veritable mata no té ni tronc visible ni forma d'arbre menut. Entre les espècies de plantes que creixen en forma de mata destaquen per la seva abundància als Països Catalans el llentiscle, l'olivarda, el romaní i el borró. La formació coneguda com a tussock en anglès (gènere Nassella) també és un exemple de mata. El matollar és una comunitat vegetal caracteritzada per la presència majoritària d'espècies que creixen en matoll força esclarissades.